# Santissima Trinità al Monte Pincio (titolo cardinalizio)
Il titolo cardinalizio della Santissima Trinità al Monte Pincio (in latino: Titulus Sanctissimæ Trinitatis in Monte Pincio) fu istituito il 13 aprile 1587 da papa Sisto V con la costituzione apostolica Religiosa. Tradizionalmente il titolo è conferito a porporati francesi, perché la chiesa della Santissima Trinità al Monte Pincio è una chiesa nazionale dei francesi a Roma.
L'attuale titolare è il cardinale Philippe Barbarin, arcivescovo emerito di Lione.

## Titolari
- Carlo di Lorena (20 aprile 1587 - 30 ottobre 1587 deceduto)
- François de Joyeuse (11 dicembre 1587 - 27 aprile 1594 nominato cardinale presbitero di San Pietro in Vincoli)
- Vacante (1594 - 1626)
- Denis-Simon de Marquemont (9 febbraio 1626 - 16 settembre 1626 deceduto)
- Vacante (1626 - 1635)
- Alphonse-Louis du Plessis de Richelieu, O.Cart. (4 giugno 1635 - 24 marzo 1653 deceduto)
- Antonio Barberini iuniore (21 luglio 1653 - 11 ottobre 1655 nominato cardinale vescovo di Frascati)
- Girolamo Grimaldi-Cavalleroni (11 ottobre 1655 - 28 gennaio 1675 nominato cardinale vescovo di Albano)
- César d'Estrées (28 gennaio 1675 - 15 settembre 1698 nominato cardinale vescovo di Albano)
- Pierre-Armand du Cambout de Coislin (30 marzo 1700 - 5 febbraio 1706 deceduto)
- Joseph-Emmanuel de La Trémoille (25 giugno 1706 - 10 gennaio 1720 deceduto)
- Armand-Gaston-Maximilien de Rohan de Soubise (16 giugno 1721 - 16 luglio 1749 deceduto)
- Clemente Argenvilliers (10 dicembre 1753 - 23 dicembre 1758 deceduto)
- Pietro Girolamo Guglielmi (19 novembre 1759 - 15 novembre 1773 deceduto)
- Bernardino Giraud (20 dicembre 1773 - 5 maggio 1782 deceduto)
- Vacante (1782 - 1785)
- Giovanni de Gregorio (11 aprile 1785 - 11 luglio 1791 deceduto)
- Vacante (1791 - 1794)
- Jean-Siffrein Maury (12 settembre 1794 - 10 maggio 1817 deceduto)
- Vacante (1817 - 1823)
- Anne-Antoine-Jules de Clermont-Tonnerre (24 novembre 1823 - 21 febbraio 1830 deceduto)
- Louis-François-Auguste de Rohan-Chabot (28 febbraio 1831 - 8 febbraio 1833 deceduto)
- Joachim-Jean-Xavier d'Isoard (15 aprile 1833 - 7 ottobre 1839 deceduto)
- Vacante (1839 - 1842)
- Louis-Jacques-Maurice de Bonald (23 maggio 1842 - 25 febbraio 1870 deceduto)
- René-François Régnier (4 maggio 1874 - 3 gennaio 1881 deceduto)
- Vacante (1881 - 1884)
- Louis-Marie-Joseph-Eusèbe Caverot (24 marzo 1884 - 23 gennaio 1887 deceduto)
- Victor-Félix Bernadou (17 marzo 1887 - 15 novembre 1891 deceduto)
- Guillaume-René Meignan (15 giugno 1893 - 20 gennaio 1896 deceduto)
- Jean-Pierre Boyer (25 giugno 1896 - 16 dicembre 1896 deceduto)
- Pierre-Hector Coullié (24 marzo 1898 - 12 settembre 1912 deceduto)
- Hector-Irénée Sévin (28 maggio 1914 - 4 maggio 1916 deceduto)
- Louis-Joseph Maurin (7 dicembre 1916 - 16 novembre 1936 deceduto)
- Pierre-Marie Gerlier (16 dicembre 1937 - 17 gennaio 1965 deceduto)
- Jean-Marie Villot (25 febbraio 1965 - 12 dicembre 1974 nominato cardinale vescovo di Frascati)
- Alexandre-Charles-Albert-Joseph Renard (24 maggio 1976 - 8 ottobre 1983 deceduto)
- Albert Decourtray (25 maggio 1985 - 16 settembre 1994 deceduto)
- Pierre Étienne Louis Eyt (26 novembre 1994 - 11 giugno 2001 deceduto)
- Louis-Marie Billé (22 luglio 2001 - 12 marzo 2002 deceduto)
- Philippe Barbarin, dal 21 ottobre 2003